# Lễ khai mạc giải vô địch bóng đá thế giới 2018

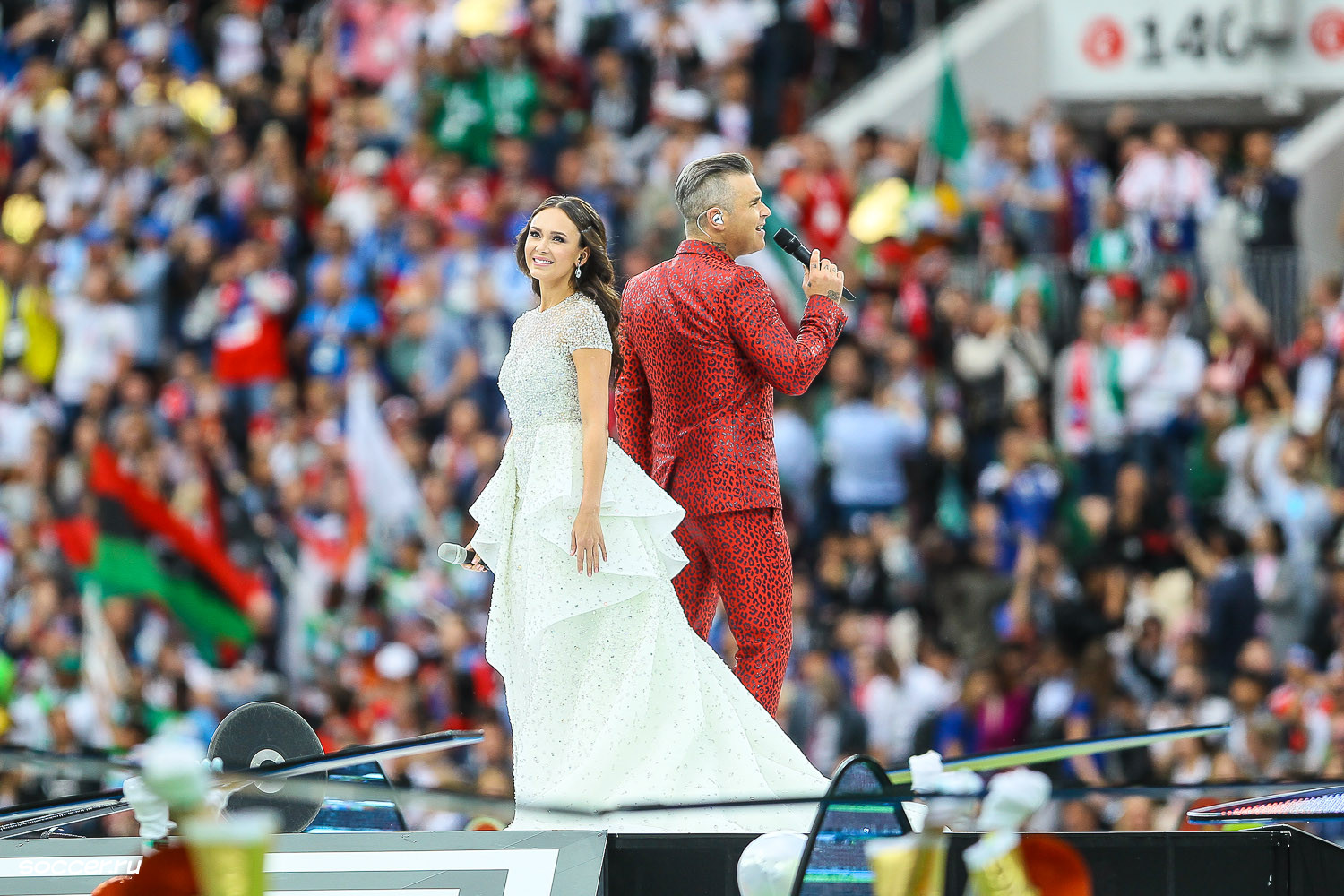
Giọng nữ cao Nga Aida Garifullina và ca sĩ nhạc pop Robbie Williams hát "Angels" tại lễ khai mạc

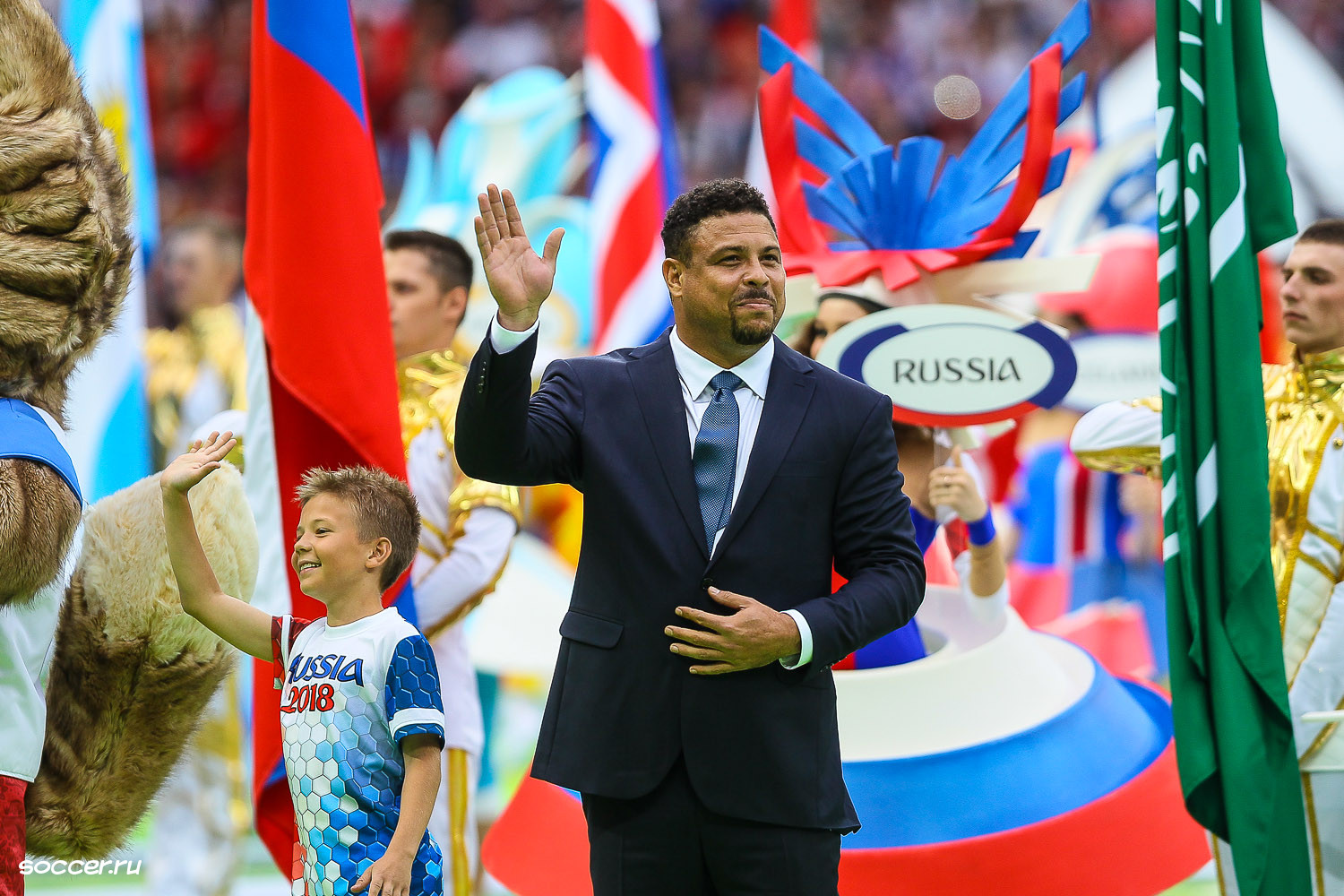
Cựu vô địch World Cup Ronaldo

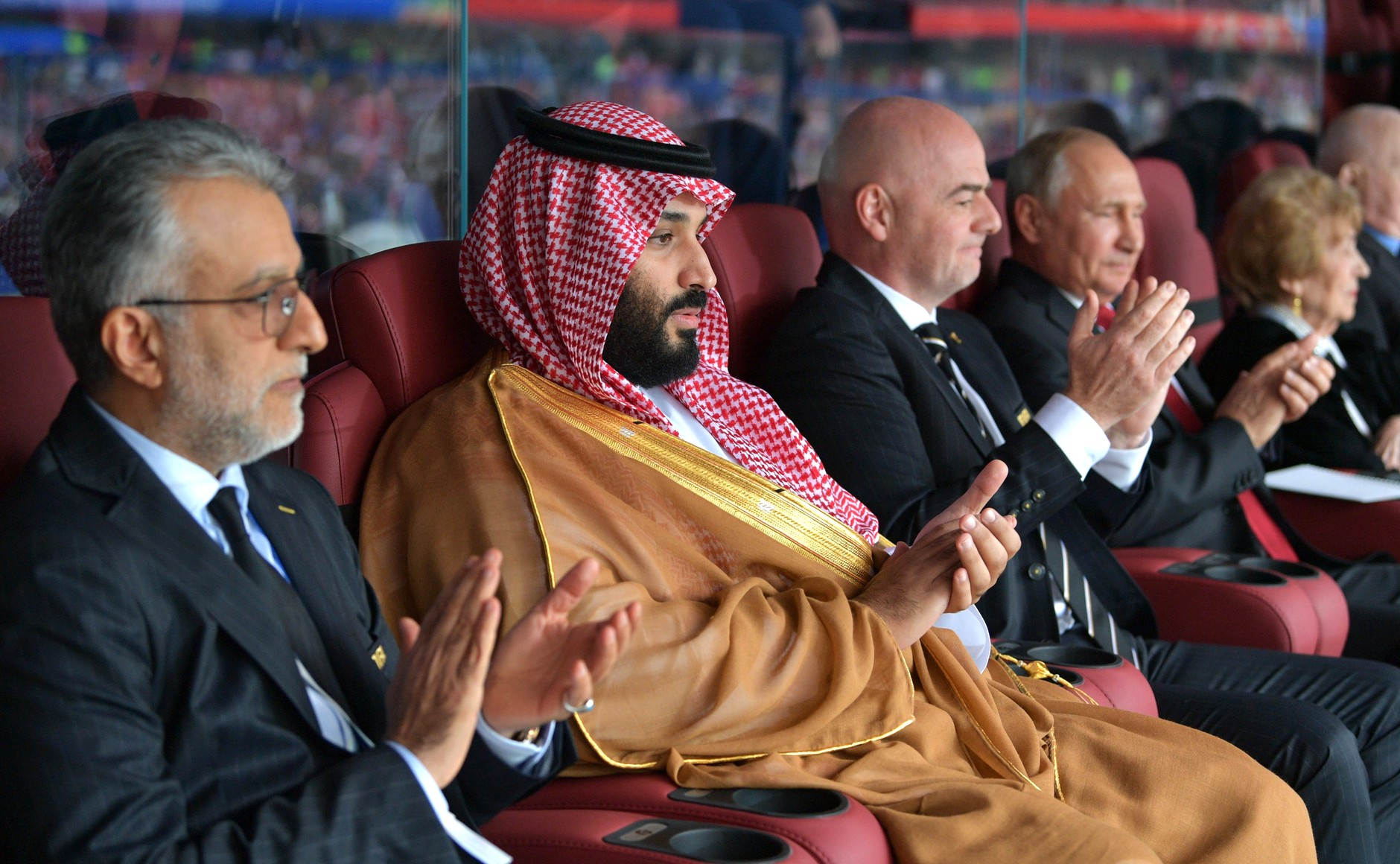
Tổng thống Nga Vladimir Putin, Chủ tịch FIFA Gianni Infantino và Hoàng tử Ả Rập Xê Út Mohammad bin Salman

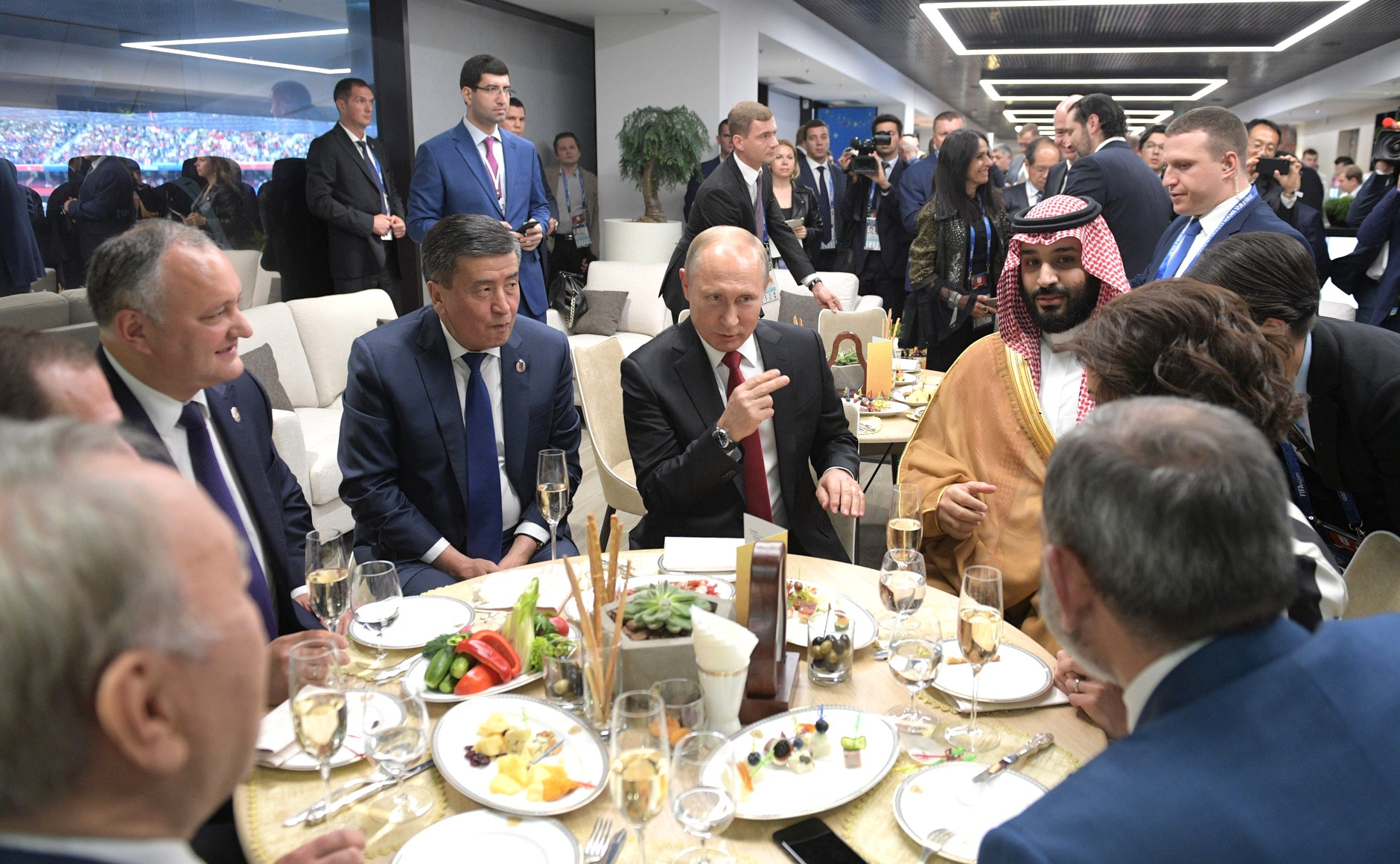
Putin và Mohammad bin Salman

Lễ khai mạc của Giải vô địch bóng đá thế giới 2018 diễn ra lúc 3:30 vào thứ năm, ngày 14 tháng 6 năm 2018 tại sân vận động Luzhniki ở Moskva, Nga, khoảng nửa giờ trước khi trận mở màn mà Nga đã thắng 5–0 trước Ả Rập Xê Út.

## Thành tích
Cựu tiền đạo từng đoạt giải vô địch bóng đá thế giới Brasil Ronaldo đã bước ra ngoài cùng một em bé mặc áo World Cup 2018. Ca sĩ nhạc pop người Anh Robbie Williams sau đó lên sân khấu trung tâm với  màn biểu diễn "Let Me Entertain You" trước khi ca sĩ giọng nữ cao người Nga Aida Garifullina được đưa xuống sân khấu trên lưng của một chú chim lửa. Williams hát một phần của ca khúc "Feel" trước khi anh và Garifullina biểu diễn một bản song ca "Angels" trước khi các diễn viên múa xuất hiện với trang phục dựa theo lá cờ của 32 đội cùng bảng tên của mỗi quốc gia. Ronaldo trở lại với quả bóng chính thức – Adidas Telstar 18; trái bóng được gửi vào không gian cho Trạm không gian quốc tế vào tháng 3 và trở về Trái Đất vào đầu tháng 6.

### Tranh cãi
Trong màn encore, khi đang "Rock DJ", Robbie Williams giơ "ngón tay thối". Fox ở Mỹ đã xin lỗi về vụ việc. Sự cố không được chiếu trên kênh ITV ở Vương quốc Anh, sau khi họ đã cắt bỏ trước khi encore.